# Atlanta Open 2023 - Qualificazioni singolare
Le qualificazioni del singolare del Atlanta Open 2023 sono state un torneo di tennis preliminare per accedere alla fase finale della manifestazione. I giocatori vincitori dell'ultimo turno entreranno di diritto nel tabellone principale. In caso di ritiro di uno o più giocatori aventi diritto, a questi subentreranno i lucky loser, ossia i giocatori che perderanno nell'ultimo turno ma che avevano una classifica più alta rispetto agli altri giocatori che avevano comunque perso nel turno finale.

## Teste di serie
1. Michael Mmoh (ultimo turno)
2. James Duckworth (qualificato)
3. Gabriel Diallo (ultimo turno)
4. Arthur Cazaux (ultimo turno)

1. Gijs Brouwer (ultimo turno)
2. Shang Juncheng (qualificato)
3. Shintaro Mochizuki (primo turno)
4. Lloyd Harris (qualificato)

## Qualificati
1. Lloyd Harris
2. James Duckworth

1. Jason Jung
2. Shang Juncheng

## Tabellone

### Sezione 1
|  | Primo turno | Primo turno     | Primo turno  | Primo turno | Primo turno |  |  | Ultimo turno | Ultimo turno | Ultimo turno | Ultimo turno | Ultimo turno |  |
|  |             |                 |              |             |             |  |  |              |              |              |              |              |  |
|  | 1           | Michael Mmoh    | 4            | 7           | 6           |  |  |              |              |              |              |              |  |
|  |             | Tennys Sandgren | 6            | 68          | 4           |  |  | 1            | Michael Mmoh | 2            | 7            | 62           |  |
|  | WC          | Donald Young    | Donald Young | 1           | 2           |  |  | 8            | Lloyd Harris | 6            | 65           | 7            |  |
|  | 8           | Lloyd Harris    | Lloyd Harris | 6           | 6           |  |  |              |              |              |              |              |  |

### Sezione 2
|  | Primo turno | Primo turno      | Primo turno  | Primo turno | Primo turno |  |  | Ultimo turno | Ultimo turno    | Ultimo turno    | Ultimo turno | Ultimo turno |  |
|  |             |                  |              |             |             |  |  |              |                 |                 |              |              |  |
|  | 2           | James Duckworth  | 4            | 7           | 6           |  |  |              |                 |                 |              |              |  |
|  |             | Mitchell Krueger | 6            | 610         | 3           |  |  | 2            | James Duckworth | James Duckworth | 6            | 6            |  |
|  | Alt         | Kevin King       | Kevin King   | 3           | 4           |  |  | 5            | Gijs Brouwer    | Gijs Brouwer    | 2            | 4            |  |
|  | 5           | Gijs Brouwer     | Gijs Brouwer | 6           | 6           |  |  |              |                 |                 |              |              |  |

### Sezione 3
|  | Primo turno | Primo turno        | Primo turno        | Primo turno | Primo turno |  |  | Ultimo turno | Ultimo turno   | Ultimo turno | Ultimo turno | Ultimo turno |  |
|  |             |                    |                    |             |             |  |  |              |                |              |              |              |  |
|  | 3           | Gabriel Diallo     | Gabriel Diallo     | 6           | 6           |  |  |              |                |              |              |              |  |
|  | PR          | Bradley Klahn      | Bradley Klahn      | 3           | 2           |  |  | 3            | Gabriel Diallo | 6            | 5            | 61           |  |
|  |             | Jason Jung         | Jason Jung         | 7           | 6           |  |  |              | Jason Jung     | 4            | 7            | 7            |  |
|  | 7           | Shintaro Mochizuki | Shintaro Mochizuki | 63          | 4           |  |  |              |                |              |              |              |  |

### Sezione 4
|  | Primo turno | Primo turno       | Primo turno       | Primo turno | Primo turno |  |  | Ultimo turno | Ultimo turno   | Ultimo turno | Ultimo turno | Ultimo turno |  |
|  |             |                   |                   |             |             |  |  |              |                |              |              |              |  |
|  | 4           | Arthur Cazaux     | Arthur Cazaux     | 6           | 6           |  |  |              |                |              |              |              |  |
|  | WC          | Keshav Chopra     | Keshav Chopra     | 0           | 3           |  |  | 4            | Arthur Cazaux  | 4            | 7            | 1            |  |
|  |             | Yasutaka Uchiyama | Yasutaka Uchiyama | 64          | 5           |  |  | 6            | Shang Juncheng | 6            | 62           | 6            |  |
|  | 6           | Shang Juncheng    | Shang Juncheng    | 7           | 7           |  |  |              |                |              |              |              |  |